# 森五郎兵衞 (初代)
森 五郎兵衞 (初代)（もり ごろうべえ(しょだい)、生年不明 - 元禄16年2月17日（1703年4月2日））は、江戸時代中期の近江商人。後に八幡御三家の一つと言われた森五郎兵衛家の創始者で、屋号は『近江屋』、近三商事株式会社の遠祖。

## 略伝
森五郎兵衛は、八幡新町（現滋賀県近江八幡市新町）に生まれたとされる。同地の豪商伴伝兵衛家に奉公に入り、五郎兵衛は性質温厚忠実、陰日向無く仕事に勤しんだと伝わっている。五郎兵衛も中年になり奉公の年季も満ちた時、主家の主である伴伝兵衛自らが五郎兵衛奉公中の忠勤を事細かく記した褒賞状を作り、資金と共に五郎に手渡し、別家を立て独立することを許した。独立した後も主家の報恩を忘れず五郎兵衛は、主家より渡された褒賞状を何よりの宝物とし、主人であった伴伝兵衛が亡くなった後、伝兵衛の位牌を自家の仏壇の中央に据え、毎朝夕位牌への合掌を欠かさなかったと伝えられている。
五郎兵衛は独立した後、煙草商として江戸から関東一円を行商したところ、五郎兵衛の商才と顧客の利益を第一にする態度、誠実な人柄からすぐに顧客の信頼を得ることができ、数年で利を重ねることができた。その後、江戸に出店を設け、近江の麻布に関東地方の呉服を扱った。着実な仕事ぶりは顧客を集め、次第に販路も広がり大発展を遂げていった。五郎兵衛の店の奉公人達も一生懸命に働いていたが、これも五郎兵衛がそうであったように、真面目に働いた奉公人には年季が満ちた際に必ず独立することを許し、資金も相応に渡していたことによる。当時は五郎兵衛や伴伝兵衛のような商人ばかりでなく、猾商と呼ばれる狡猾な商人も多くいた。別家やわずかな資金をも惜しみ、年季近い番頭に人を使って遊びを教え、金を使い込ませたり、女性との間にもめごとをつくる等して首にするような商人も多くいただけに、五郎兵衛の店は奉公人にとり働きがいがある商家であった。五郎兵衛はこの様な話を聞くたびに「猾商は商界の罪人だけではなく、世間の罪人だ。奉公人は店の宝、主人の手足であり、猾商は自らの手足を切断しているようなものだ」と憤っていたことが伝えられている。
元禄16年2月17日（1703年4月2日）、五郎兵衛は亡くなった。生前、五郎兵衛は弟和助が分家する際、伴伝兵衛に頼み一旦和助を奉公に出し、奉公人としての立場を経験させた後に分家させたとされ、奉公人を第一とする森五郎兵衛家の考えがわかる逸話と言える。五郎兵衛が亡くなった後も、後継者はよく遺志を継ぎ、代々森五郎兵衛と称し、屋号を近江屋三左衛門、また『扇叶』と称して八幡御三家の一つに数えられるに至った。